# Sinagoga de Oni
La sinagoga de Oni (en georgiano: ონის სინაგოგა) es una sinagoga en Oni, en la región de Racha-Lechjumi y Baja Esvanetia, Georgia. La sinagoga es la tercera sinagoga más grande de Georgia (después de la Sinagoga Mayor de Tiflis y la sinagoga de Kutaisi) y la más antigua en funcionamiento de Georgia.

## Historia
La sinagoga fue construida en 1895 en un estilo ecléctico.
Georgia solía tener 250.000 judíos, que pertenecían a una antigua comunidad que se remontaba a miles de años atrás. Tenían costumbres endémicas incluyendo estilos especiales de oración. En los años 70 y 90, la mayoría de la población judía se mudó al extranjero (principalmente a Israel), y solo unos pocos miles permaneció en Georgia.
Durante el terremoto de Racha de 1991, la sinagoga sufrió graves daños. Cuatro años más tarde, fue renovada con el apoyo del gobierno y del Comité de distribución conjunta de judíos estadounidenses. El presidente de Georgia en ese momento, Eduard Shevardnadze, asistió a la ceremonia de re-dedicación.
En 1972, la sinagoga tenía 3.150 congregantes pero a partir de 2015 este número había caído a solo 16.El 2 de septiembre de 2015, la sinagoga celebró una ceremonia por su 120 aniversario. Irakli Garibashvili, el primer ministro de Georgia en ese momento, asistió a la ceremonia.

## Arquitectura
El material de construcción de la sinagoga es piedra caliza blanca. El edificio tiene forma cuadrangular y el techo es abovedado. La cúpula se remata con una estrella de David de múltiples puntas. El edificio mira al este.

## Galería

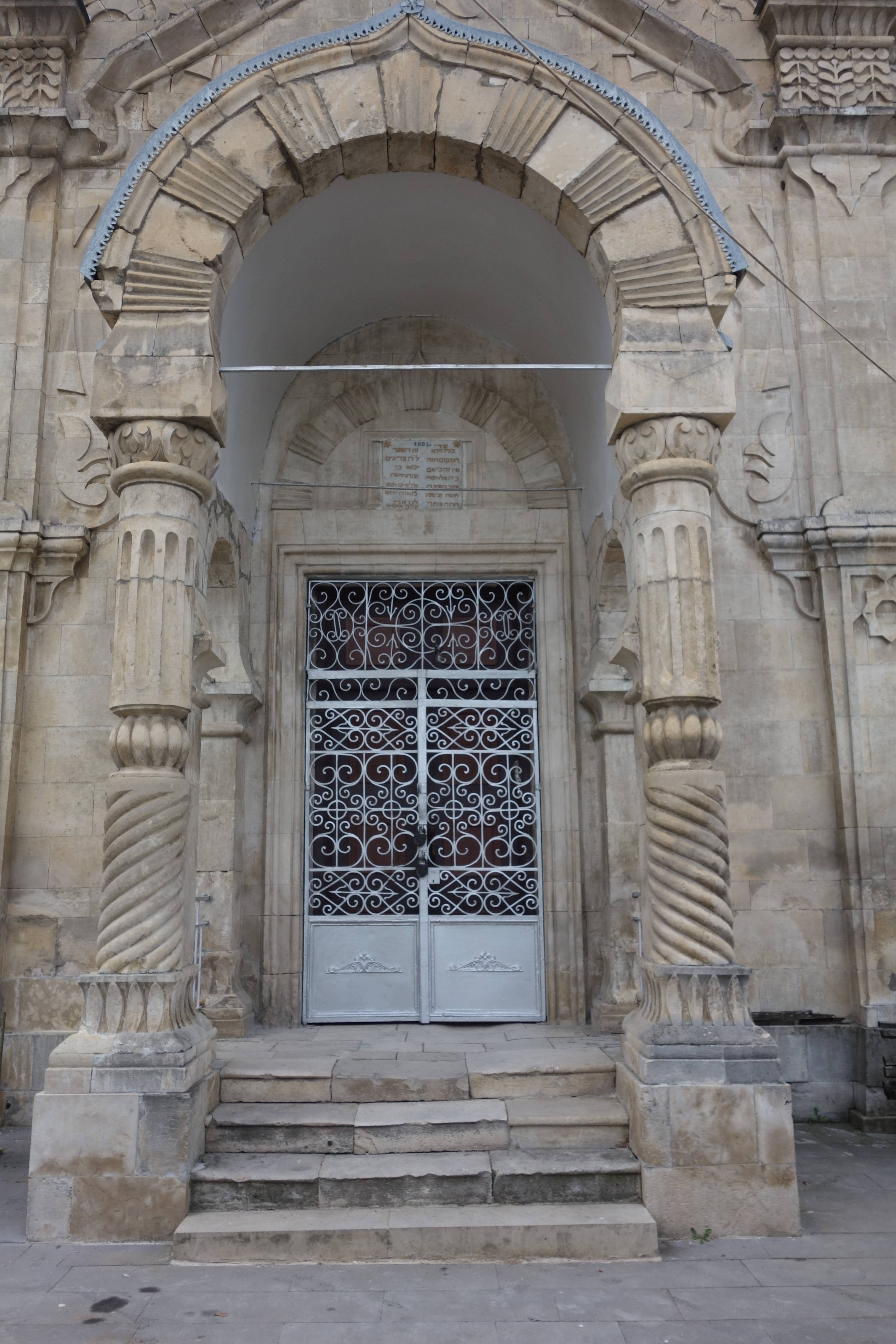
Entrada a la sinagoga
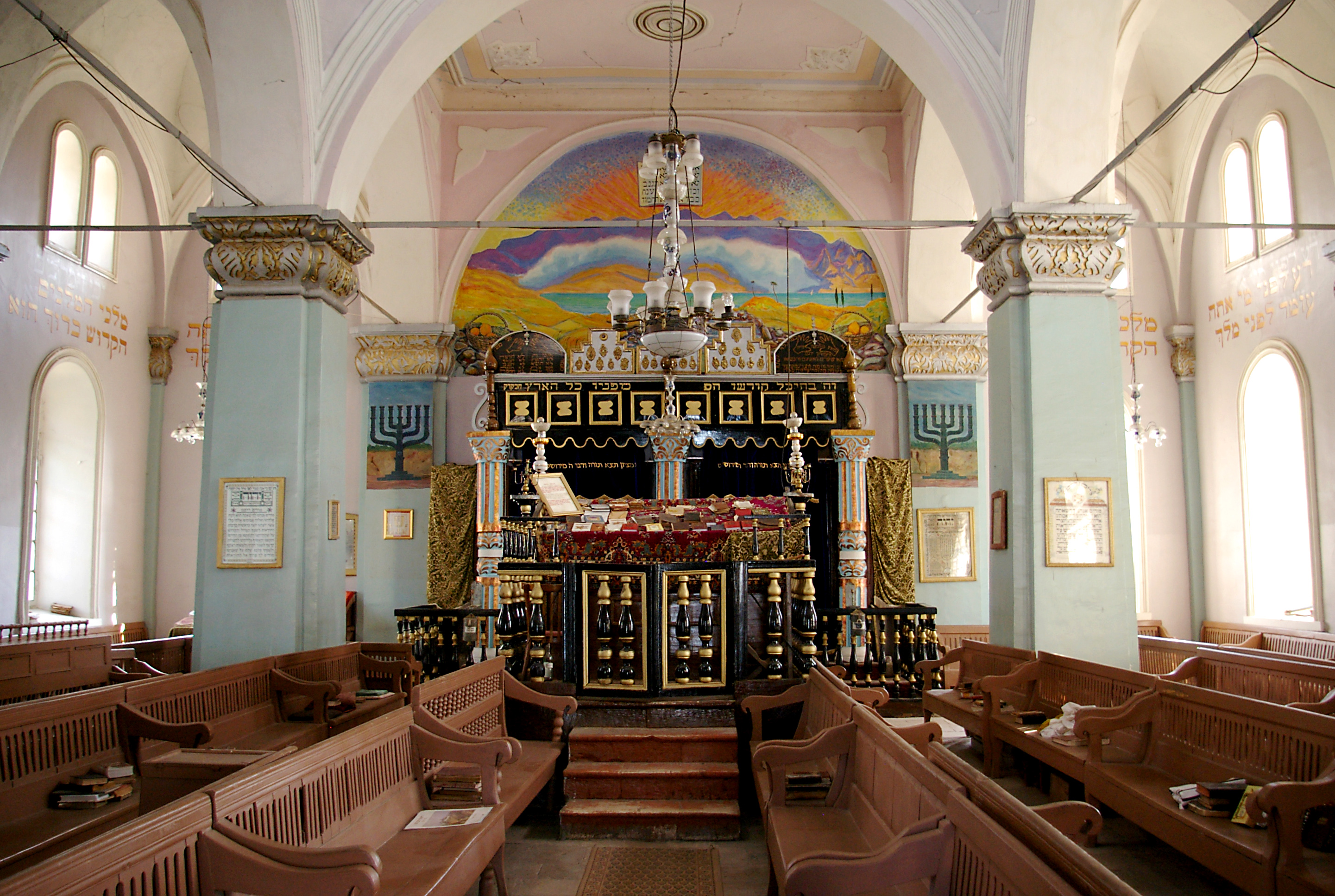
Interior del templo
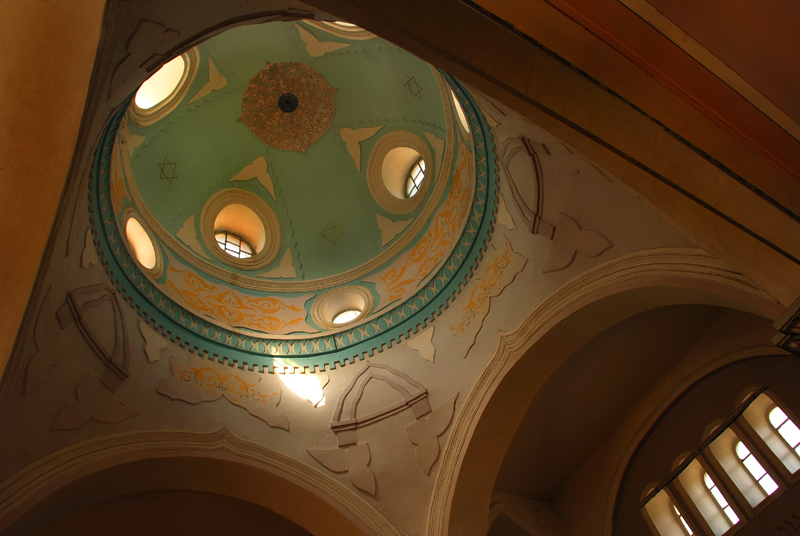
Cúpula
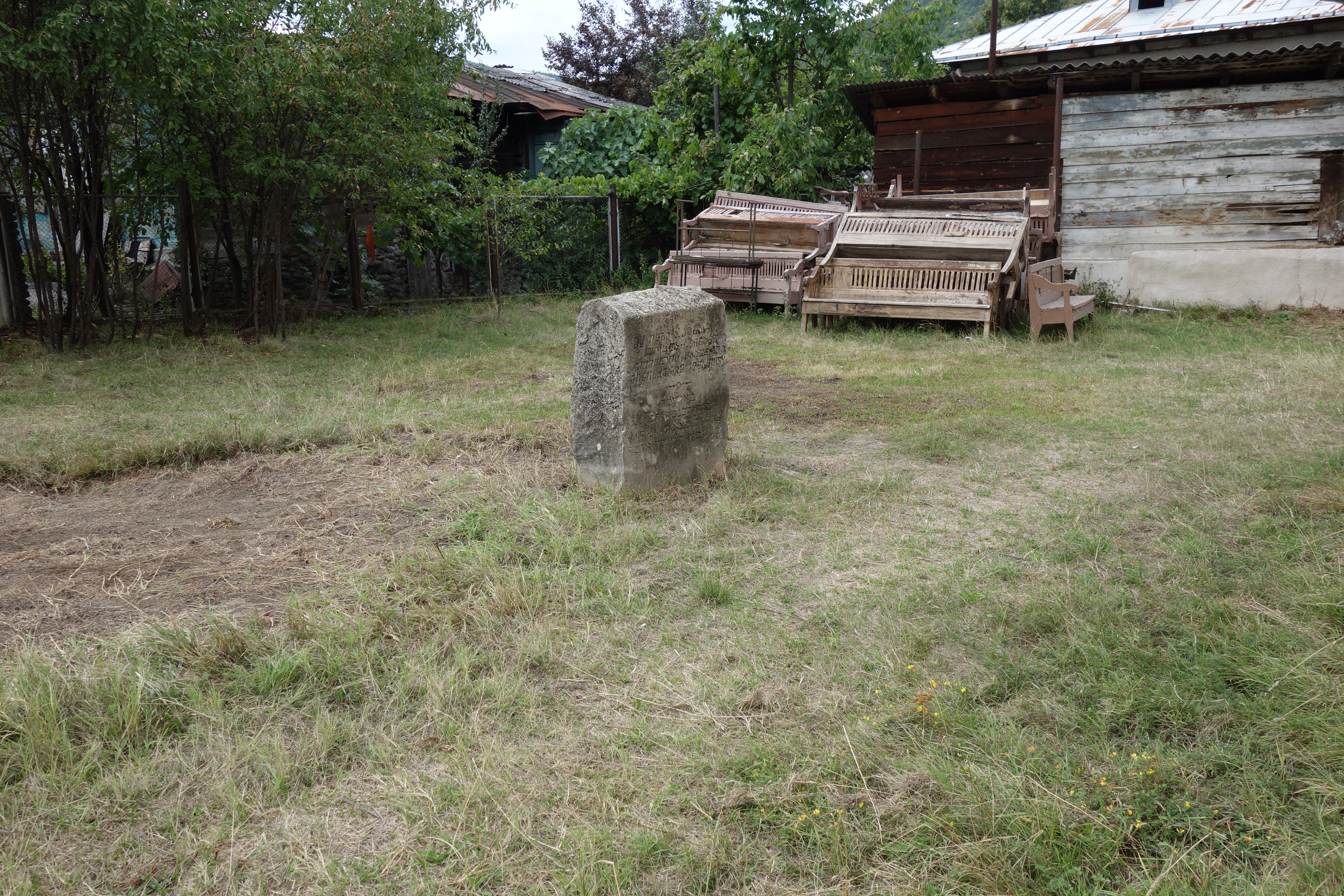
Lápida del cementerio judío